# 迈克·邓纳姆
迈克·邓纳姆（英語：Mike Dunham，1972年6月1日—），美国男子冰球运动员。他曾代表美国国家队参加1994年和2002年冬季奥林匹克运动会冰球比赛，其中2002年冬季奥运会获得一枚银牌。